# 바스테나

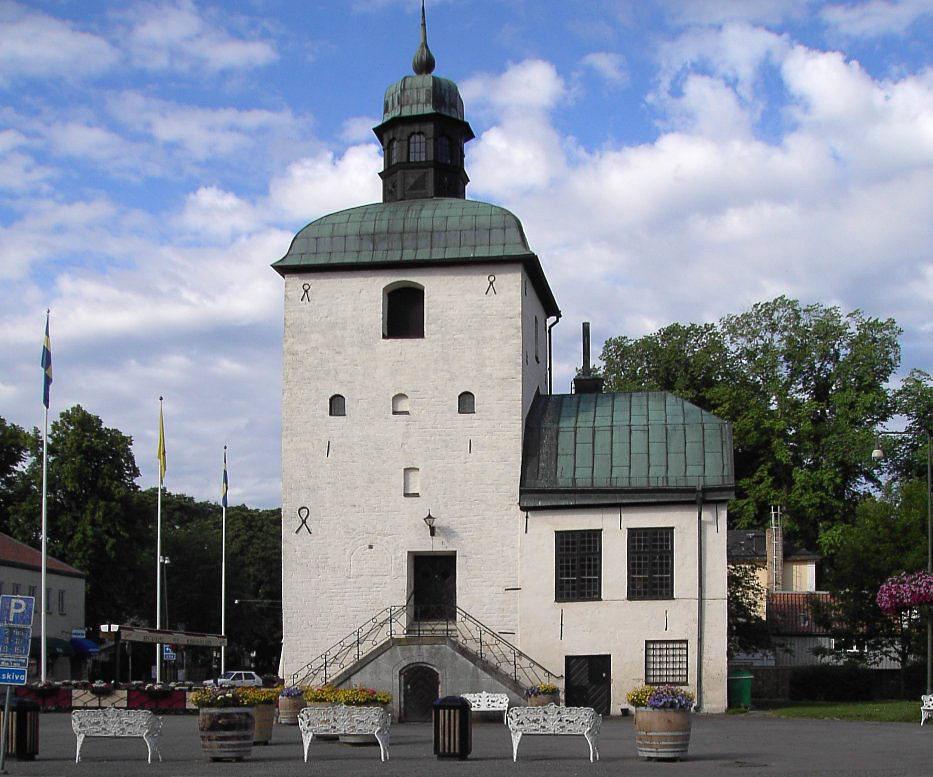
바스테나 시청

바스테나(스웨덴어: Vadstena)는 스웨덴 외스테르예틀란드주의 도시로 면적은 3.41km2, 인구는 5,613명(2010년 12월 31일 기준), 인구 밀도는 1,645명/km2이다. 1545년부터 1620년까지 건설된 바스테나 성이 있다.